# قطعنامه ۵۴۱ شورای امنیت
قطعنامه ۵۴۱ شورای امنیت سازمان ملل متحد که در تاریخ ۱۸ نوامبر ۱۹۸۳ تصویب شد، سندی بین‌المللی دربارهٔ قبرس است. این قطعنامه طی نشست ۲۵۰۰ام با ۱۳ موافق، ۱ مخالف و ۱ ممتنع تصویب شد.